# イーダ・バウマン
イーダ・バウマン（Ida Baumann、1864年2月12日 - 1932年8月24日）は、スイスの画家である。肖像画やスイスの女性を描いた人物画を制作した。

## 略歴
スイス、アッペンツェル・アウサーローデン準州のヘリザウで刺繍製造業者で州議会議員の娘に生まれた。異母兄弟に有力な政治家になったヨハネス・バウマン（Johannes Baumann: 1874-1953）と画家のアンナ・バウマン（Anna Baumann: 1873-1950）がいる。
ザンクト・ガレンの商業学校で学んだ後、1884年にドイツのダルムシュタットに移り1年半ほど画家のハインリッヒ・ラインハルト・クロー（Heinrich Reinhard Kröh: 1841-1941）らに学んだ。その後、1885年から1889年の間、パリに移り、アカデミー・コラロッシでラファエル・コランやギュスターヴ・クルトワに学んだ。1887年から1889年の間、パリのサロンにへの出展が受理された。
肖像画家として評価され、1888年にはイギリスから注文を受け、1889年からは現在アッペンツェル・アウサーローデン準州の州立文書館（Bibliothèque cantonale d'Appenzell Rhodes-Extérieures）に収蔵されている「Anna Elvira Zellweger-Toblerの肖像画」などの注文をスイスの顧客から受けるようになった。1890年から2年間、イングランドやスコットランドの富裕層の邸で肖像画家として働き、ロンドンにスタジオを借りた。夏の間は、スイスに戻り、ハイキングや宿に泊まり、スイスの伝統衣装を着た人々を描いし風俗画を描いた。
1894年のパリ滞在中に関節リウマチの症状がでて1896年にはロンドンで働くことを断念した。1897年と1898年に温泉で治療を受け1899年に6か月間パリで滞在した後、スイスのバーゼルに移り、開業医を経営していた兄のエルンスト・バウマンと一緒に暮らすようになった。1923年までバーゼルに住み、数多くのパステルによる肖像画や、政治家の肖像画の注文を受けて描いた。1900年頃には多くのミニチュアール画も描いた。1920年ころまで画家として働き、その後は姪の世話になった。
1932年にアッペンツェル・アウサーローデン準州のハイデン（Heiden）で亡くなった。

## 作品

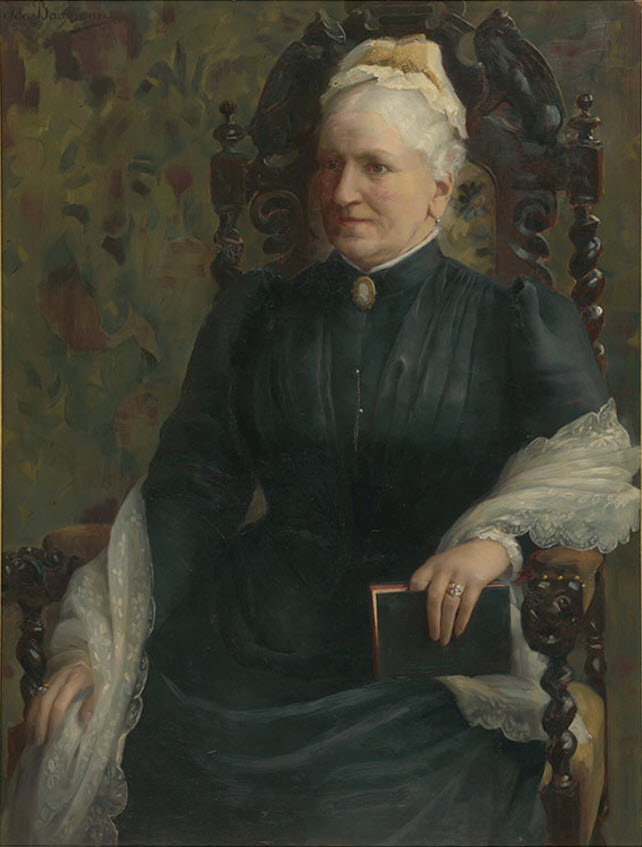
Anna Elvira Zellweger-Toblerの肖像画(1889)
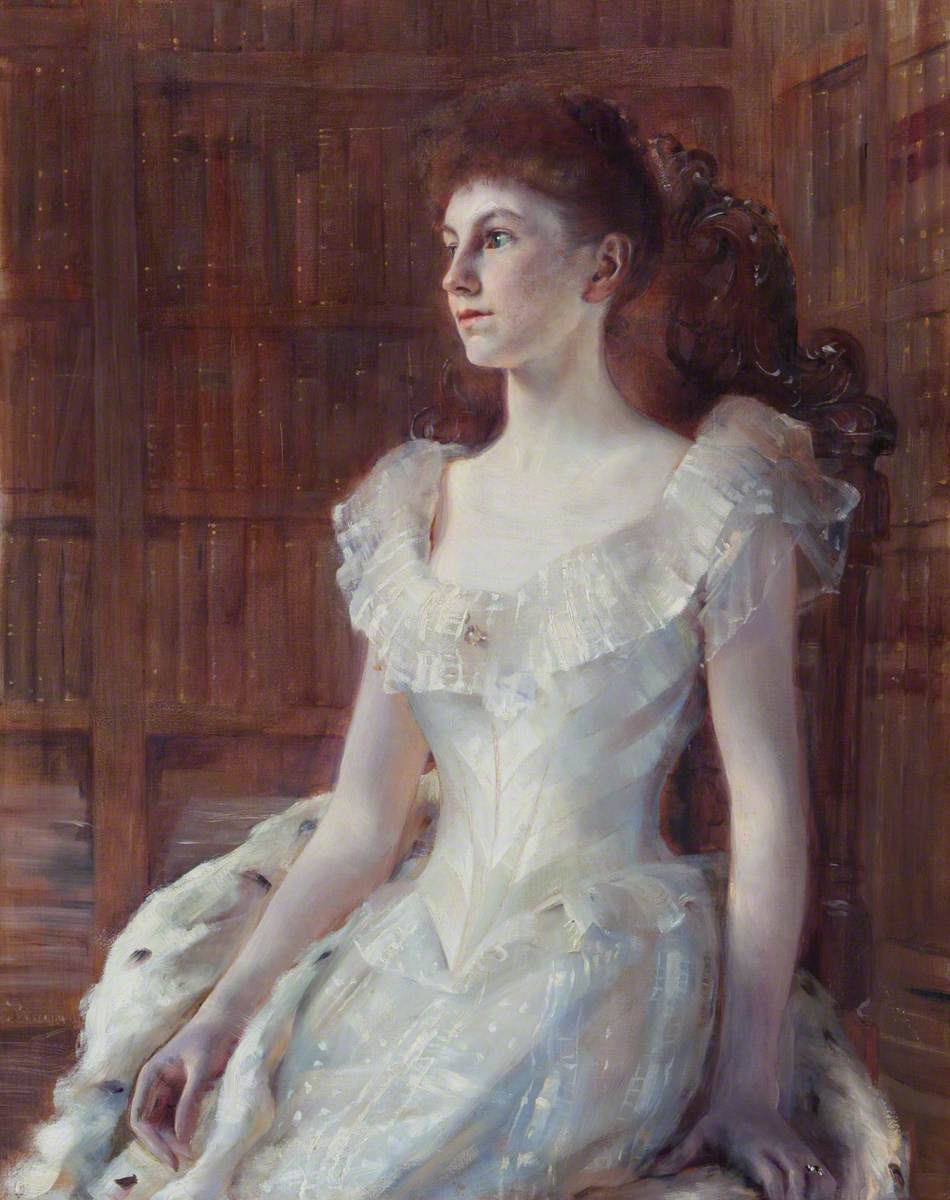
Agnata Butler（イギリスの学者）の肖像画 (c.1891)
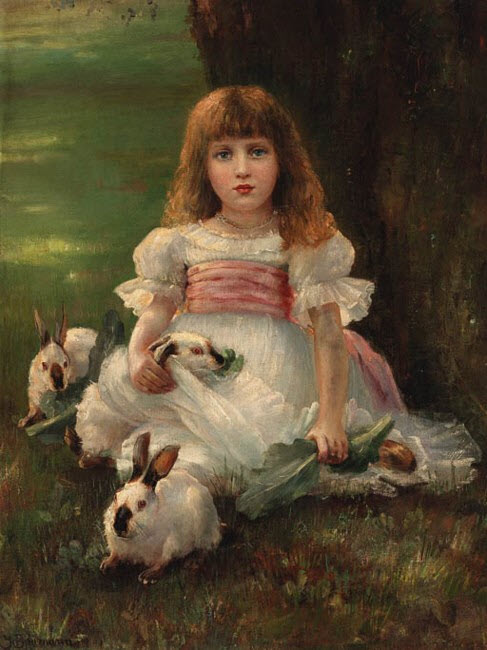
ウサギを世話する少女 (c.1900)
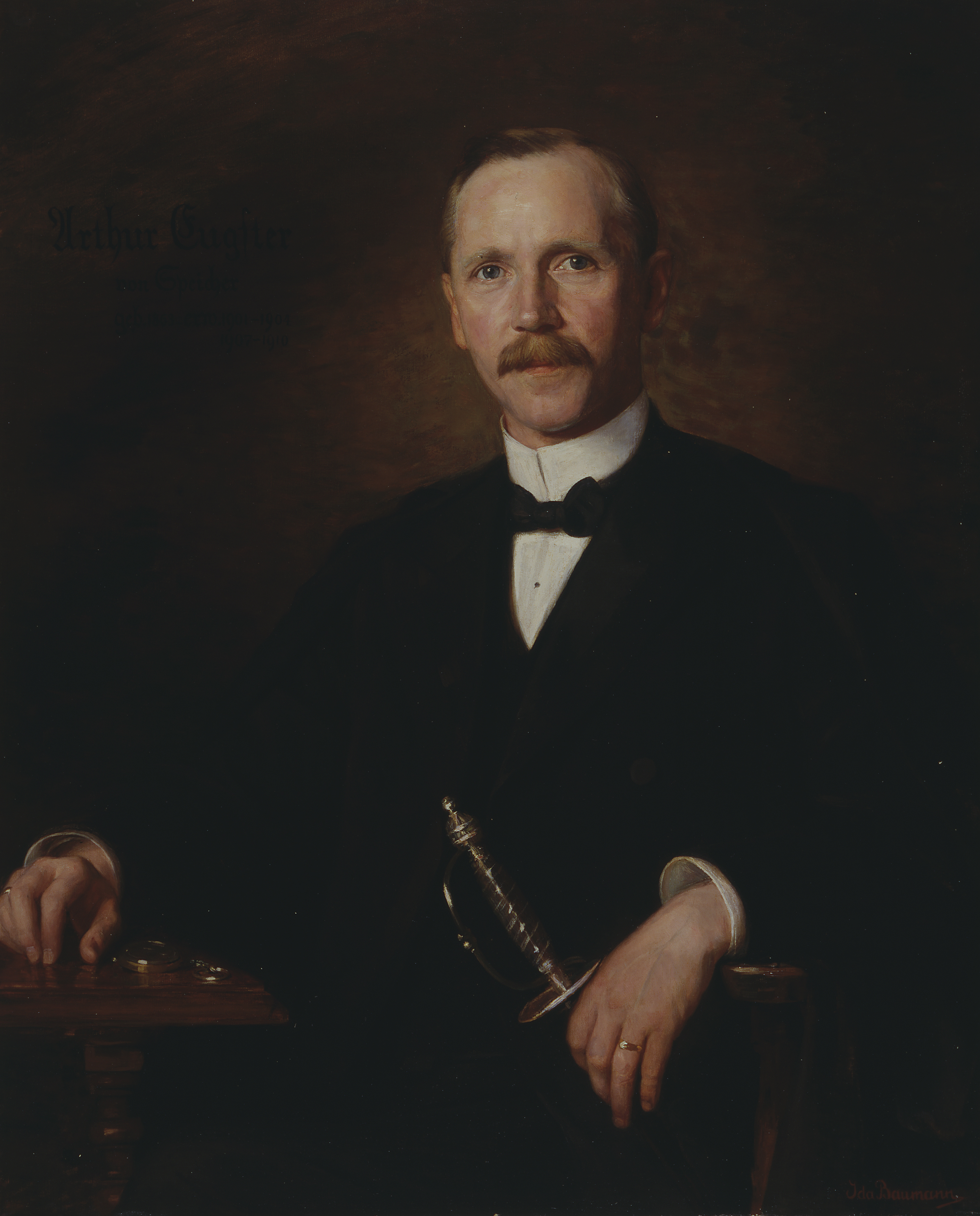
肖像画 (1907)
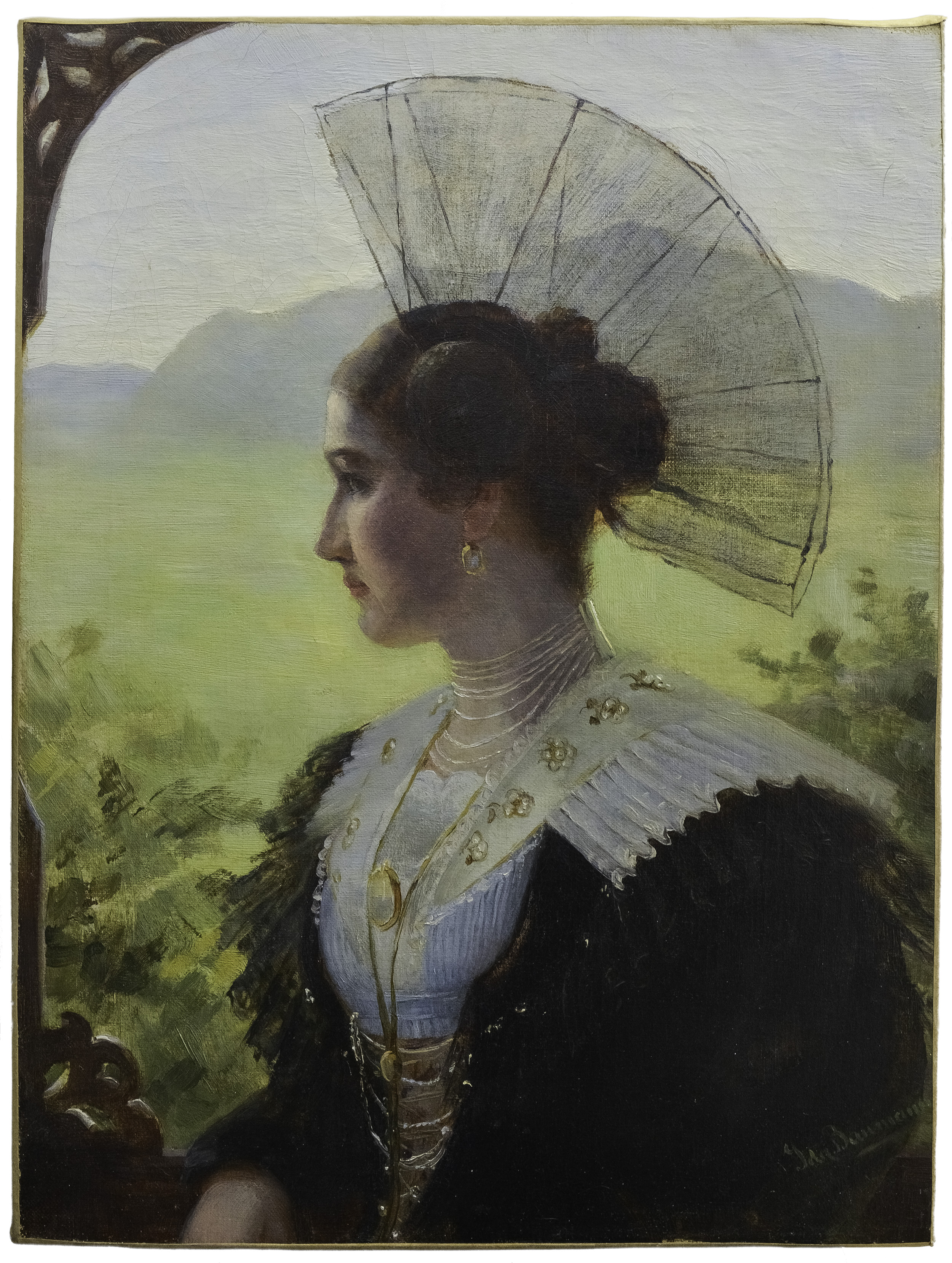
アッペンツェルの女性 (c.1893)